# Saint-Priest-en-Murat
Saint-Priest-en-Murat é uma comuna francesa na região administrativa de Auvérnia-Ródano-Alpes, no departamento Allier. Estende-se por uma área de 24,3 km². Em 2010 a comuna tinha 224 habitantes (densidade: 9,2 hab./km²).